# رابانرا دل پینار
رابانرا دل پینار (به اسپانیایی: Rabanera del Pinar) یک شهرستان در اسپانیا است.